# 衣宝廉
衣宝廉（1938年5月29日—），辽宁辽阳人，燃料电池专家，中国工程院院士，全国燃料电池与液流电池标准委员会主任委员。主要从事化学能与电能的相互转化研究，是中国燃料电池研究开拓者之一。

## 履历
1962年，毕业于吉林大学化学系。1966年，中科院大连化物所研究生毕业。2003年，当选中国工程院院士。